# Hans Kuhn (Marineoffizier)

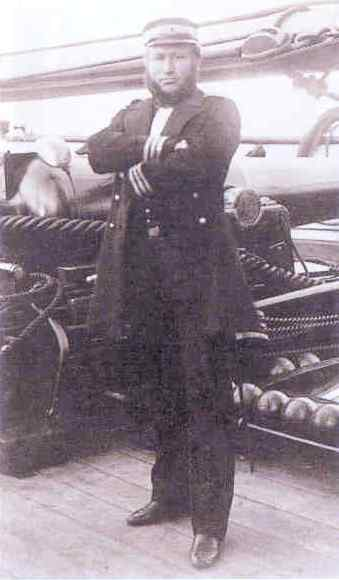
Korvettenkapitän Hans Kuhn

Hans Kuhn (* 29. November 1824 in Pillau; † 13. Juni 1891 in Charlottenburg) war ein deutscher Marineoffizier, zuletzt Konteradmiral der Marine des Norddeutschen Bundes.

## Leben
Kuhn trat am 14. Juni 1849 in die Preußische Marine ein. Zum Leutnant zur See II. Klasse befördert, übernahm er am 22. September 1853 das Kommando auf dem Schulschiff Mercur. 1853 wurde er zum Leutnant zur See I. Klasse befördert und übernahm das Kommando auf dem Schoner Hela. Vom März 1855 bis April 1856 kommandierte er die Schiffjungenkompanie und wurde im Sommer 1855 zudem Kommandant der Segelkorvette Amazone. Am 12. Januar 1856  wurde Kuhn zum Korvettenkapitän befördert, übernahm die Flottenstammdivision in Danzig und war zeitgleich Stellvertreter des Oberbefehlshabers der dortigen Marinestation. Außerdem kommandierte er von 1856 bis 1860 den Raddampfer Barbarossa sowie zeitweilig (von Mai 1856 bis Ende September 1856 und erneut vom 15. Juni 1857 bis 25. Oktober 1857) weiterhin die Amazone.
Im Juni 1860 wurde Kuhn Kommandant der Admiralsyacht Grille und anschließend des Radavisos Loreley, zu dieser Zeit war er auch Kommandeur der Kanonenbootdivision. Am 31. Mai 1862 erfolgte die Beförderung zum Kapitän zur See. 1863 übernahm er das Segelschulschiff Niobe und im Frühjahr 1864 die gedeckte Korvette Vineta. Zwischenzeitlich war er kurz Chef des Flottenkommandos. Als Kommandeur einer Kanonenbootflottille nahm Kuhn am 17. März 1864 auf der Loreley am Seegefecht bei Jasmund teil.
Ursprünglich um preußische Handelsinteressen in dem in Südamerika ausgebrochenen Paraguayischen Krieg zu schützen, wurde Kuhn mit der Korvette Vineta am 19. November 1865 nach Brasilien geschickt. Anschließend segelte die Vineta um Kap Hoorn, da sie für den Spanisch-Chilenischen Krieg requiriert worden war. Sie überquerte dann den Pazifik und kam gegen chinesische Piraten vor Shanghai und bei den Unruhen vor dem Boshin-Krieg zum Einsatz. Danach kehrte sie nach Kiel zurück, wo sie im Oktober 1868 eintraf. Damit war Kuhn mit der Vineta die erste Weltumsegelung eines preußischen Kriegsschiffs gelungen. Bereits am 27. Mai 1868 wurde er zum Konteradmiral ernannt.
Von Oktober 1868 bis Juli 1870 war Kuhn aus gesundheitlichen Gründen beurlaubt. Während des Deutsch-Französischen Krieges trat er in den aktiven Dienst zurück. Er wurde vom 19. bis 28. Juli 1870 zunächst mit der Leitung der Geschäfte des Direktors im Marineministerium beauftragt. Anschließend war er Vertreter des Direktors im Marineministerium, Vizeadmiral Eduard von Jachmann. Am 4. April 1871 wurde Kuhn erneut beurlaubt und am 19. August 1871 unter Verleihung des Roten Adlerordens II. Klasse mit Eichenlaub und Schwertern am Ringe mit der gesetzlichen Pension aus dem Militärdienst verabschiedet.